# Хепнър (град, Орегон)
Хепнър (на английски: Heppner) е град в окръг Мороу, щата Орегон, САЩ. Хепнър е с население от 1395 жители (2000) и обща площ от 3,2 km². Намира се на 595,9 m надморска височина. ЗИП кодът му е 97836, а телефонният му код е 541.